# Gasoduto da Integração Sudeste-Nordeste

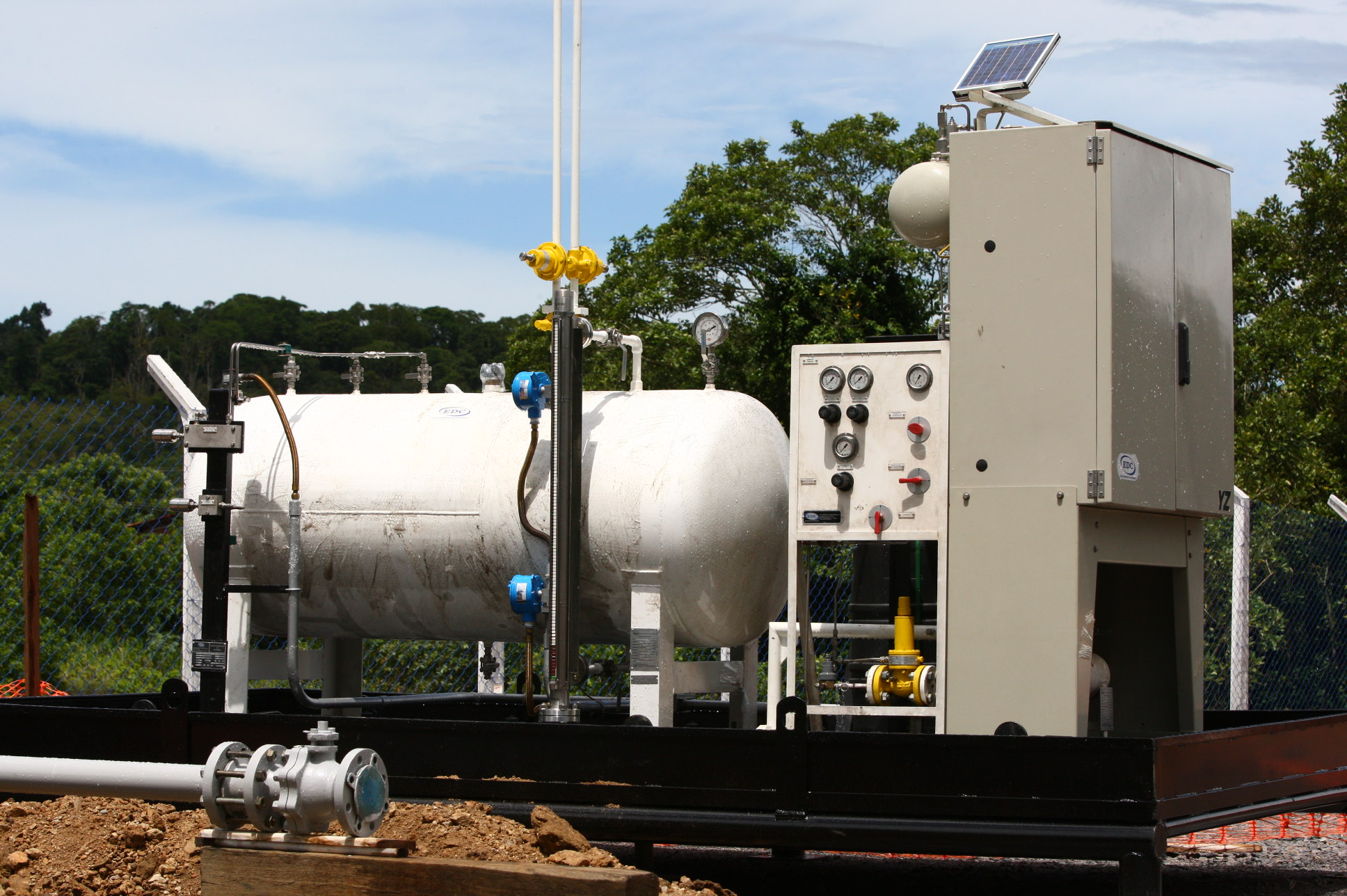
Gasene em Itabuna, Bahia.

O Gasoduto da Integração Sudeste-Nordeste (GASENE) é um sistema de gasodutos brasileiro que conecta o Terminal de Cabiúnas (Macaé, Rio de Janeiro) ao município baiano de Catu, percorrendo, no total, 1 387 quilômetros. Foi construído pela sociedade de propósito específico Transportadora Gasene S/A e é controlado pela Transportadora Associada de Gás S/A (TAG), uma empresa privada.
Seu último trecho foi inaugurado no dia 26 de março de 2010. Parte do Programa de Aceleração do Crescimento (PAC), a obra teve um custo final de 6,34 bilhões de reais, segundo a Petrobras, ou 8,8 bilhões de reais se incluídas as estações de compressão de gás. Sua capacidade de escoamento é de 20 milhões de metros cúbicos por dia. Foi o maior gasoduto construído no Brasil desde 2003.

## Trajeto
O GASENE se inicia no Terminal Terrestre Cabiúnas (Tecab) e se encerra no município de Catu. Suas obras foram divididas em três trechos:
- Trecho Sul 1: Cabiúnas - Vitória (GASCAV)
- Trecho Sul 2: Vitória - Cacimbas
- Trecho Norte: Cacimbas-Catu (GASCAC)

### Gasoduto GASCAV
O gasoduto Cabiúnas-Vitória possui 303 km de extensão e liga o Terminal Terrestre Cabiúnas (Tecab), em Macaé, à Estação do Terminal Intermodal da Serra (TIMS), em Serra (na Região Metropolitana de Vitória). Subdivide-se em três trechos: o trecho A vai de Cabiúnas até o ponto de entrega em Campos dos Goytacazes, o trecho B vai desse ponto até a Estação de Compressão de Piúma (ECOMP) e o trecho C parte daí e se encerra na Estação Reguladora de Pressão em Serra. Suas operações se iniciaram no começo de 2008. Seu diâmetro nominal é de 710mm.

### Gasoduto Vitória-Cacimbas
O gasoduto Vitória-Cacimbas inicia-se no Terminal Intermodal da Serra e percorre 130 km até a Unidade de Tratamento de Gás de Cacimbas (UTGC), no município de Linhares. Passa pela Estação de Compressão de Aracruz. Suas operações se iniciaram em 2007. Tem como diâmetros 26 e 16 polegadas.

### Gasoduto GASCAC
O Gasoduto Cacimbas-Catu (GASCAC) liga a Unidade de Tratamento de Gás de Cacimbas à Estação de Distribuição de Gás (EDG) de Catu, num percurso de 954 km. É o maior trecho do sistema. Passa pela Estação de Compressão de Prado. Seu diâmetro nominal, a exemplo do GASCAV, é de 710mm.

## Pontos de entrega
O GASENE tem oito pontos de entrega: Campos dos Goytacazes, no Rio de Janeiro; Cachoeiro de Itapemirim, Anchieta, Viana e Vitória, no Espírito Santo e Itabuna, Eunápolis e Mucuri, na Bahia.

## Privatização
A Transportadora Gasene S.A. foi incorporada em 2012 pela Transportadora Associada de Gás S.A (TAG), que era controlada pela Gaspetro (Petrobras Gás S.A), uma subsidiária da Petrobrás. Em 2014, a Petrobrás passou a deter o controle direto da TAG, mediante a transferência das ações detidas pela Gaspetro.
Em junho de 2019, foi realizada a venda de 90% das ações da Transportadora Associada de Gás S.A para o consórcio formado pela franco belga Engie e pelo fundo canadense Caisse de Dépôt et Placement du Québec (CDPQ) com o pagamento de R$ 33,5 bilhões, com a continuidade da utilização pela Petrobrás dos serviços de transporte de gás natural prestados pela TAG.
Em julho de 2019, a Petrobras assinou Termo de Compromisso de Cessação que prevê a venda do controle da TBG até 2021. A TBG é a última grande transportadora de gás ainda controlada pela Petrobras.
Em julho de 2020, foi celebrado contrato de compra e venda de ações da participação remanescente de 10% na Transportadora Associada de Gás S.A. (TAG), com o grupo formado pela ENGIE e pelo fundo canadense Caisse de Dépôt et Placement du Québec (CDPQ).

A TAG é proprietária e gestora de importante parcela dos ativos de transporte de gás natural do país, distribuídos entre as regiões Norte, Nordeste e Sudeste, entre eles: o Gasene, Malhas do Nordeste, Pilar-Ipojuca e o Urucu-Manaus.